# Spey
Der Spey [speɪ] ist ein 173 km langer Fluss in Schottland.
Er entspringt in den Monadhliath Mountains der schottischen Highlands und mündet bei Garmouth in den Moray Firth. Die Bahnstrecke und die Straße von Inverness nach Perth folgt dem Flusstal in einigen Teilabschnitten. Der zeitweilig reißende Gebirgsfluss passiert in seinem Verlauf die Orte:

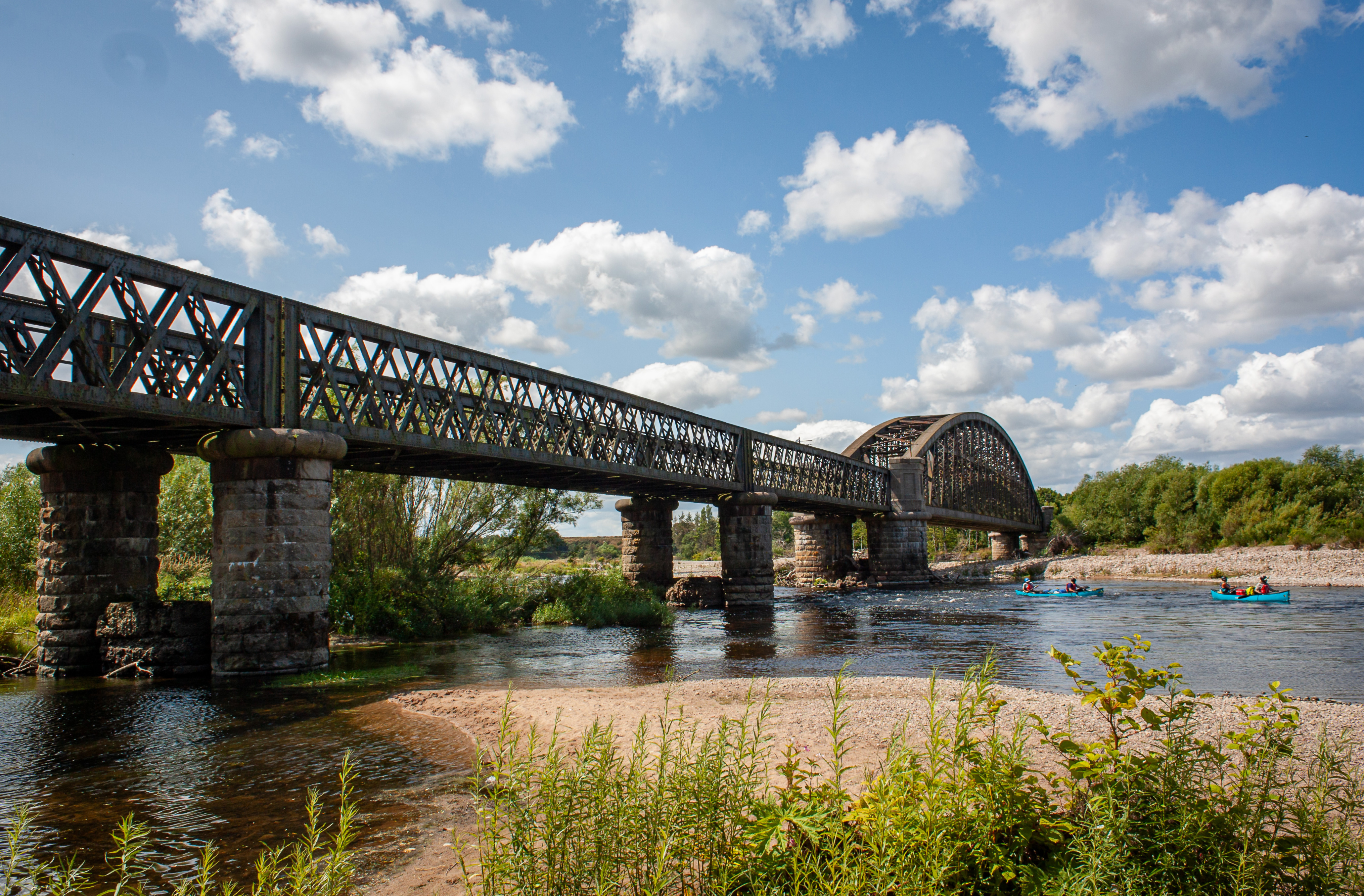
Spey-Brücke bei Garmouth

- Newtonmore
- Kingussie
- Aviemore
- Grantown-on-Spey
- Aberlour
- Craigellachie
- Fochabers

Bekannt ist der Spey durch zahlreiche Whiskydestillerien an seinem Unterlauf in den traditionellen Grafschaften Morayshire und Banffshire. Diese Region, das Kernland des Whiskys, wird auch „Speyside“ genannt.
Einer der vier offiziellen überregionalen Fernwanderwege in Schottland, der Speyside Way, verläuft überwiegend entlang des Flusses. Der Spey ist in seinem kompletten Lauf als Site of Special Scientific Interest (SSSI) unter Schutz gestellt.

## Weblinks

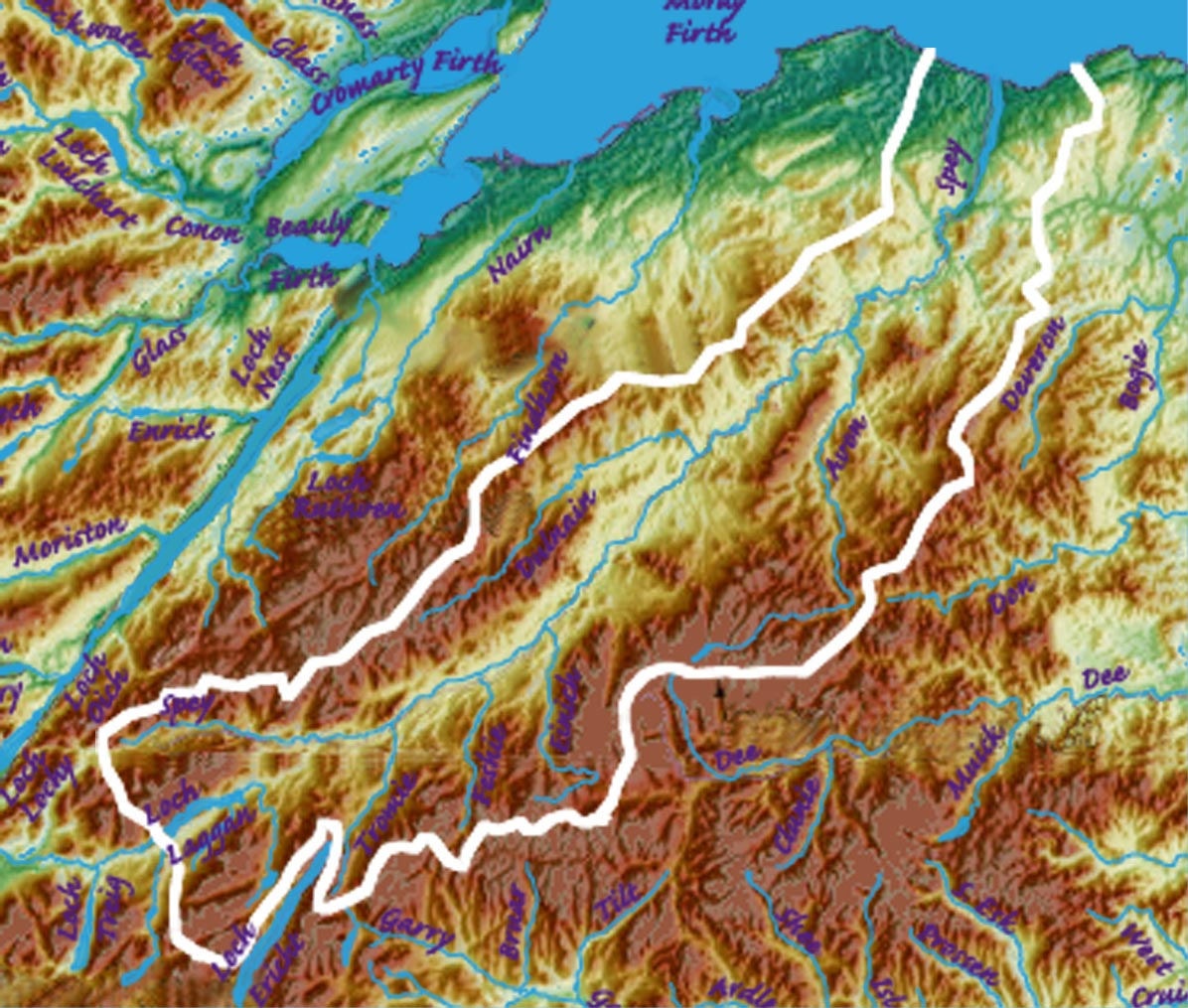
Einzugsgebiet des Spey